# رنه پرسیون
رنه پرسیون (فرانسوی: René Persillon‎؛ ژوئن ۱۹۱۹ – ۲۷ ژوئیه ۱۹۹۷)) بازیکن فوتبال اهل فرانسه بود.
از باشگاه‌هایی که در آن بازی کرده‌است می‌توان به باشگاه فوتبال بوردو اشاره کرد.
وی همچنین در تیم ملی فوتبال فرانسه بازی کرده‌است.